# Палата представителей Айдахо
Палата представителей Айдахо (англ. Idaho House of Representatives) — нижняя палата законодательного органа штата. Состоит из 70 представителей (по два от каждого округа), избираемых на двухлетний срок.

## История
С 1900 по 2020 год Палата представителей находилась в основном в руках республиканцев. Демократы лишь четыре раза получали большинство в палате, два из которых пришлись на годы Великой депрессии и Второй мировой войны. В последний раз демократическое большинство было избрано в 1958 году.
Начиная с 1992 года республиканцы имели значительное большинство в Палате представителей. На выборах 2006 года демократы заняли 19 мест, что соответствует их максимальному показателю за двадцать лет. С 2010 года республиканцам удаётся удерживать большинство в Палате представителей.

## Состав
|                         | Партия    | Партия   | Всего |   |
| ----------------------- | --------- | -------- | ----- | - |
|                         |           |          | Всего |   |
| Республиканцы           | Демократы | Свободно | Всего |   |
| 63-я Палата (2015–16)   | 56        | 14       | 70    | 0 |
|                         |           |          |       |   |
| 64-я Палата (2017–18)   | 59        | 11       | 70    | 0 |
|                         |           |          |       |   |
| 65-я Палата (2019–20)   | 56        | 14       | 70    | 0 |
|                         |           |          |       |   |
| 66-я Палата (2021-22)   | 58        | 12       | 70    | 0 |
|                         |           |          |       |   |
| 67-я Палата (2023-н.в.) | 59        | 11       | 70    | 0 |
| Распределение мест      | 84%       | 16%      |       |   |